# 圣马丹德克罗
圣马丹德克罗（法語：Saint-Martin-de-Crau，法語發音：[sɛ̃ maʁtɛ̃ də kʁo]）是法国罗讷河口省的一个市镇，属于阿尔勒区。

## 地名
法语人名在日常人名译名以及《世界人名翻譯大辭典》、《法语姓名译名手册》等主流人名译名类书籍资料中多译作“马丁”，不过在《世界地名翻译大辞典》、《世界地名译名词典》和《法国地图册》等主流地名译名类书籍资料中多译作“马丹”。

## 地理
圣马丹德克罗（43°38'23"N, 4°48'45"E）面积214.87 平方千米，位于法国普罗旺斯-阿尔卑斯-蓝色海岸大区罗讷河口省，该省份为法国东南部沿海省份，北起沃克吕兹省，西接加尔省，南濒地中海，东临瓦尔省。
与圣马丹德克罗接壤的市镇（或旧市镇、城区）包括：阿尔勒、普罗旺斯地区萨隆、莫萨讷莱萨尔皮耶、帕拉杜、穆里耶斯、欧雷耶、埃吉耶尔、伊斯特爾、濱海福斯、米拉马斯。
圣马丹德克罗的时区为UTC+01:00、UTC+02:00（夏令时）。

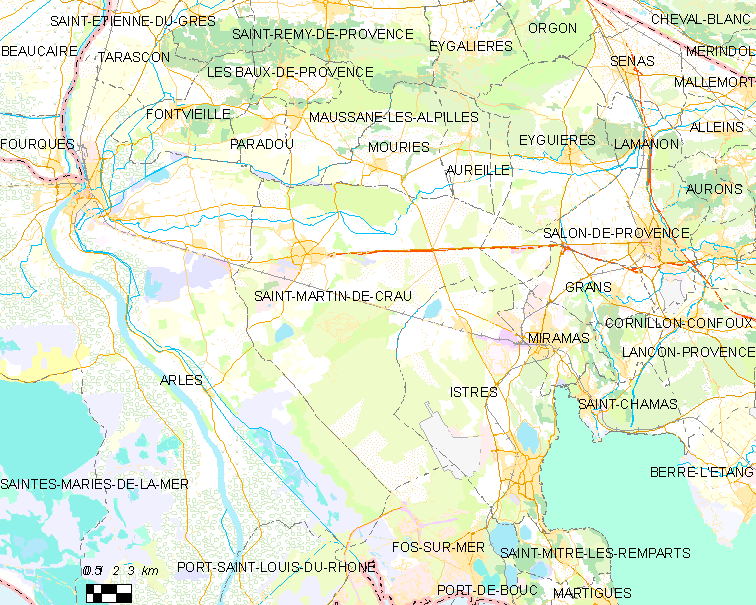
圣马丹德克罗的OSM定位图

## 行政
圣马丹德克罗的邮政编码为13310，INSEE市镇编码为13097。

## 政治
圣马丹德克罗所属的省级选区为普罗旺斯地区萨隆第二县。

## 人口

1962-2008年间圣马丹德克罗人口变化图示

圣马丹德克罗于2022年1月1日时的人口数量为13962人。